# Chlorochaeta pulchra
Chlorochaeta pulchra är en fjärilsart som beskrevs av Otto Staudinger 1897. Chlorochaeta pulchra ingår i släktet Chlorochaeta och familjen mätare. Inga underarter finns listade i Catalogue of Life.